# Усердино
Усе́рдино (рос. Усердино) — село у складі Земетчинського району Пензенської області, Росія.
Населення — 270 осіб (2010; 367 у 2002).
Національний склад станом на 2002 рік:
- росіяни — 98 %